# V6のカミセンミュージアム
V6のカミセンミュージアム（ブイシックスのカミセンミュージアム）は、V6の年下3人Coming Century（森田剛、三宅健、岡田准一）をパーソナリティとして、1996年4月から2004年9月まで月曜～木曜に放送されていたラジオ番組。
「井手功二のゲルゲットショッキングセンター」内で22:45頃から番組スタート、LF+R開始に合わせ「LFクールKのLF+Rフライングビート」→「LF+RフライングNIGHT!」内の24:10頃に移動、その後2002年4月1日に「グローバーのウラナイ!」が始まると同時に21:50～22:00に移動（ナイター中継延長時は休止の場合あり）、2004年9月終了。

## コーナー
2002年4月～2004年3月の時期のコーナー。
- インディー400 - インディーズで活躍しているアーティストを紹介。森田の言う情報はでたらめが多かった。
- ラブ2002 - 恋愛のワンシーンを書いて送ってもらい、カミセンの3人がその後に続く言葉を考える。
- V6のカミセンダイヤリー3914 - ふつおたコーナー。